# 孙建国 (海军)
孙建国（1952年2月—），河北省吴桥县人，生于浙江省宁波市镇海区，中国人民解放军海军上将，中共第十七届中央候补委员、第十八届中央委员。曾任全国人大外事委员会副主任委员。

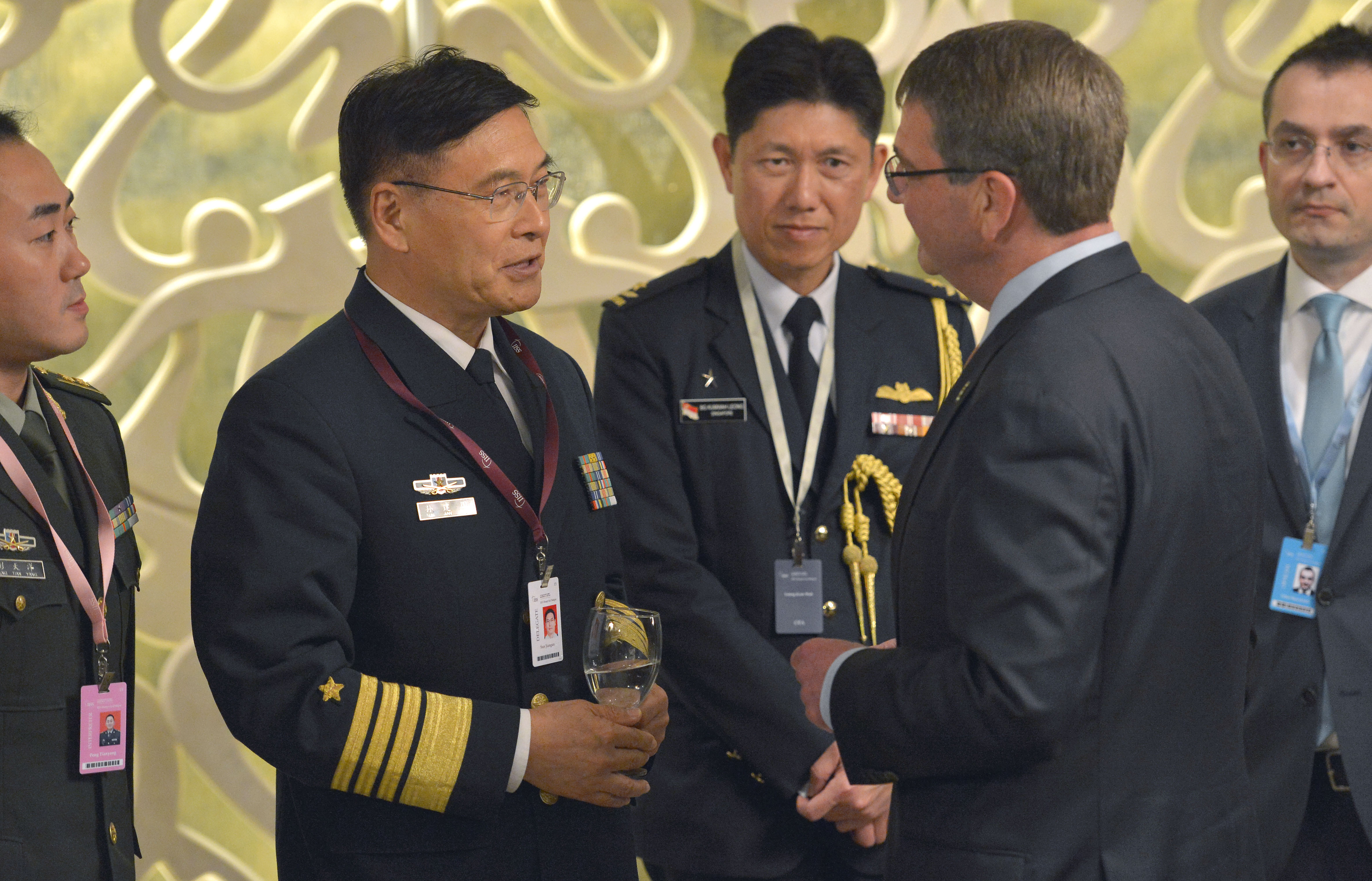
2015年5月30日，孫建國與美國國防部長卡特談話

## 生平
1967年，毕业于镇海中学。1968年9月，入中国人民解放军海军服役，后进入海军潜艇学院前身——海军潜水艇学校（第四海军学校）航海专业学习。后加入中国共产党。毕业后，即担任常规潜艇见习航海长、航海长。26岁时毕业于海军潜艇学院副长班，升任常规潜艇副艇长、艇长，核潜艇艇长。1985年底，曾作为艇长指挥中国海军091型核潜艇403号（即“长征3号”）进行远洋航行训练，一举打破了由美国海军鹦鹉螺号核动力潜艇（USS Nautilus SSN-571）创造的核潜艇最大自持力84天的原世界纪录，创造核潜艇连续水下潜航90天的新世界纪录。因而有“铁艇长”、“小巴顿”之称。
1996年12月，任海军潜艇基地副司令员。2000年7月，任海军副参谋长。2004年12月，任海军参谋长。2006年7月，任中国人民解放军总参谋部总参谋长助理。2008年汶川大地震，孙建国担任国务院抗震救灾指挥部救援组组长、军地联合前线指挥部指挥长等职务。2009年1月，任中国人民解放军副总参谋长。2016年1月，任新成立的中央军委联合参谋部副参谋长。2018年2月24日，当选为第十三届全国人大代表。
2006年7月，晋升海军中将军衔。2011年6月29日，晋升海军上将军衔。
2023年5月23日，第49界G7峰会结束后，日本自民党于举办了一场会议，会上来自中国和日本的官方人员，就台海局势等问题展开了讨论。在此次会议上，自民党众议员、日本前防卫相小野寺五典宣称“军事解决台海问题是国际社会的重大担忧”。参会的孙建国称，如果中方说冲绳本来是属于中华文化圈的琉球国，要让冲绳独立，日方会作何感想？孙建国的言论激怒了在场的日本政要，日本一名议员当场反驳说：“（冲绳）绝对不会独立。”孙建国接着称那只不过是举个例子，说：“那我就再换个例子，比如说北海道？”

## 家庭
孙建国的妻子郭亚秋是一名潜艇教员；两人育有一子：孙潜。